# Windoro
Windoro WCR-I001 — автоматизированный механизм, способный мыть окна, стекла, зеркала, разработанный компанией Ilshim Global. Он был представлен в 2010 году на международной выставке IFA в Берлине. Корпус прямоугольной формы выполнен из прочного водонепроницаемого пластика.

## Принцип работы
Робот управляется с помощью пульта и состоит из двух частей, закрепляемых по разные стороны стекла с помощью магнитного поля, мощность которого контролируется магнитным сенсором, который помогает устройству проводить очистку окон толщиной от 16 до 28 мм. Стекло оказывается плотно зажато между двумя половинками. Робот для мойки окон Windoro WCR-I001 имеет специальный навигационный блок. Как только чистка началась, робот, с помощью четырёх колёсиков на каждой половинке, передвигается по зигзагообразной линии, распыляя раствор для очистки и активизируя колодку с микрофиброй. За 6 минут устройство моет 1 м² оконных стекол, непрерывно работает два часа, затем возвращается в исходную точку начала уборки и подаёт звуковой сигнал. В отличие от roomba, scooba и dirt dog для windoro требуется ручная установка на зарядку, батарея заряжается за 2,5 часа.

## Конструкция
Сверху на корпусе расположена кнопка старта, а рядом находится управляющая панель. На этой панели есть индикаторы режимов и заряда энергии. Снизу робот имеет четыре круглые отверстия, куда помещаются подушечки из микрофибры. Устройство оснащено ручкой для переноски. Вес прибора — 3,2 кг.